# Lliga a Llargues d'Alacant
La Lliga a Llargues Trofeu Diputació d'Alacant és un torneig de llargues organitzat per la Federació de Pilota Valenciana per a aficionats dels pobles de la província d'Alacant.
Malgrat el caràcter aficionat del trofeu el nivell de competició és molt alt. No debades és aquí on juga la base de la Selecció Valenciana de Pilota en els Campionats Internacionals de Pilota, amb noms com David de Petrer, Jan de Murla, Màlia de La Vall de Laguar, Martines del Campello o Santi de Finestrat, 
Aquest alt nivell de joc ha forçat la creació d'una Lliga a Palma per als pilotaris que no tenen la treta pròpia de les llargues i han de fer el saque a palma.

## Historial
| #      | Campions | Campions    | Seu         |
| ------ | -------- | ----------- | ----------- |
| 2021   | Parcent  | Sella       | Calp        |
| XXXIV  | Benidorm | El Campello | Benitatxell |
| XXXIII | Benidorm | El Campello | Pedreguer   |
| XXXII  | Parcent  | Benimagrell | Parcent     |
| XXXI   | Sella    | Benimagrell | Agost       |
| XXX    | Sella    | Benimagrell | Agost       |
| XXIX   | Parcent  | Benimagrell | Xaló        |

| Any  | Campió            | Subcampió |
| ---- | ----------------- | --------- |
| 2012 | Tibi              | Parcent   |
| 2011 | Tibi              | Sella     |
| 2010 | El Campello       | Tibi      |
| 2009 | El Campello       | Tibi      |
| 2008 | El Campello       | Tibi      |
| 2008 | El Campello       | Sella     |
| 2007 | El Campello       |           |
| 2006 | El Campello       |           |
| 2005 | El Campello       |           |
| 2004 | El Campello       |           |
| 2003 | El Campello       |           |
| 2002 | El Campello       |           |
| 2001 | Murla             |           |
| 2000 | La Vall de Laguar |           |
| 1999 | Murla             |           |
| 1998 | Murla             |           |
| 1997 | Murla             |           |
| 1996 | Murla             |           |
| 1995 | La Vall de Laguar |           |
| 1994 | La Vall de Laguar |           |
| 1993 | La Vall de Laguar |           |
| 1992 | Altea             |           |
| 1991 | Murla             |           |
| 1990 | no n'hi hagué     |           |
| 1989 | Murla             |           |
| 1988 | no n'hi hagué     |           |
| 1987 | Murla             |           |
| 1986 | Senija            |           |
| 1985 | Murla             |           |
| 1984 | Murla             |           |
| 1983 | Altea             |           |

## Participació
- L'any 2008 hi participaren jugadors de 26 pobles, dividits en 32 equips i 4 categories.[6]